# Ferdinand Prenom
Ferdinand Prenom, né le 11 janvier 1991 à Paris, est un joueur français de basket-ball. Il évolue au poste de pivot.

## Biographie
En mai 2015, il signe un contrat d'un an avec Boulogne-sur-Mer, club français relégué en Pro B.
En avril 2021, Prenom s'engage avec le SLUC Nancy, club de seconde division, pour pallier l'absence sur blessure de Bastien Vautier.

## Équipe de France
Le 6 mai 2014, il fait partie de la liste des seize joueurs pré-sélectionnés pour l'équipe de France A' pour effectuer une tournée en Chine et en Italie durant le mois de juin.